# 후안 데 디오스 필리베르토

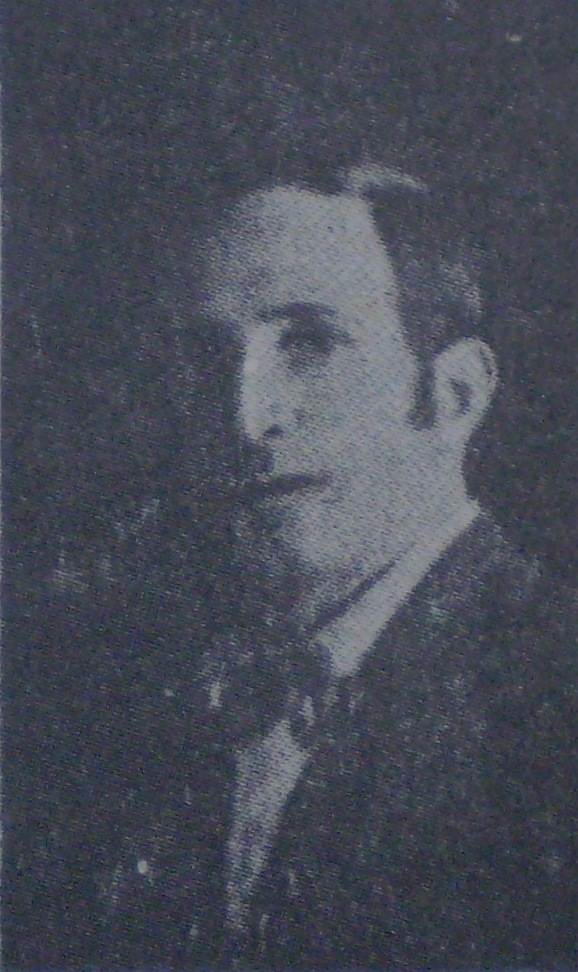

후안 데 디오스 필리베르토(Juan de Dios Filiberto, 1885년 3월 8일 ~ 1964년 11월 11일)는 지휘자·작곡가·기타 주자이다. 데 디오스 필리베르토는 탱고의 발상지 보카에서 태어났다. 옛날의 탱고 음악인이 가난에 시달리며 고난의 길을 걸었듯이 필리베르토도 9세 때부터 어른들 틈에 섞여 일을 해야만 했다. 그 사이에 기타를 배우고 1915년에 처녀작 <가이마지엔>을 만든 뒤부터는 탱고의 작곡 면에서 그 이름을 떨쳤다. 탱고에 서정적인 아름다움을 주고 또한 가사를 붙여 노래를 부르도록 한 것은 그가 창시한 것으로 커다란 공헌을 했다. 연주가로서의 활동은 1930년대에 영화에 출연하기 위하여 스스로 악단을 조직한 짧은 기간이었다. 작품으로는 <카미니토>, <반도네온의 탄식>, <미론가가 울 때>, <엘 파뉴에리토> 등 수많은 걸작이 알려져 있다.
79세의 나이로 1964년 사망하였다. 사망한지 10년 후 그의 영예를 기리고자 Juan de Dios Filiberto National Orchestra of Argentine Music이 설립되었다.